# Polaritone
Un polaritone è una quasiparticella risultante dall'accoppiamento di un fotone con una oscillazione o una eccitazione che porta un dipolo elettrico o magnetico, come ad esempio con un fonone (vibrazione reticolare delle posizioni atomiche), un eccitone (vibrazione della carica elettronica di stati lacuna positiva - carica negativa) o un plasmone (oscillazione della densità elettrica del plasma degli elettroni non legati in banda di conduzione) o un magnone. Essendo ad esempio l'eccitone a sua volta una quasiparticella a carattere bosonico, ed essendo il fotone un bosone, l'eccitone polaritone ha le caratteristiche di un bosone.

## Condensato di polaritoni
La condensazione di Bose-Einstein è un fenomeno quantistico a catena che porta la maggior parte delle particelle a carattere bosonico di un sistema in uno stesso stato finale, a partire da differenti stati iniziali. È strettamente collegata a fenomeni come la superconduttività e la superfluidità.
Nel 2006 alla Scuola politecnica federale di Losanna per la prima volta è stato creato un condensato di Bose-Einstein di eccitoni polaritoni alla temperatura di 19 K. Sono in corso esperimenti per raggiungere tale condizione a temperatura ambiente. Il carattere di superfluidità è stato osservato a temperatura ambiente nel 2016 da Lerario et al., al CNR NANOTEC Istituto di Nanotecnologia, usando una microcavità ottica contenente uno strato attivo organico capace di supportare polaritoni basati su eccitoni di Frenkel stabili.
Nel 2025 I ricercatori del CNR hanno ottenuto un supersolido quantistico bombardando con un raggio laser un semiconduttore noto come arseniuro di gallio e alluminio.

## Archiviazione dati
Nel dicembre 2012 al Caltech è stato annunciato che attraverso polaritoni plasmonici di superficie che concentrano la luce in uno spazio ristretto si potrà memorizzare una quantità di dati pari a 50TB per pollice quadrato.